# Linden-Center
Linden-Center er et indkøbscenter fra 1995. Det er et af de mest betydningsfulde indkøbscentre i det østlige Berlin.

## Beliggenhed of størrelse
Centret befinder sig på Prerower Platz 1–3 i centrum af Neu-Hohenschönhausen med 800 ansatte. Det ligger på Falkenberger Chaussee og i nærheden af stationen Bahnhof Berlin-Hohenschönhausen. Centret har et butiksareal på omkring 25.000 m² fordelt på tre etager. Der er 800 parkeringspladser fordelt på to etager.

## Historie
På samme sted stod tidligere das Handelshaus, der var et mindre plattenbau-indkøbscenter. Det åbnede under DDR-tiden d. 26. september 1985, hvilket var få uger efter, at Hohenschönhausen var blevet gjort til en selvstændig bydel.
I april 1994 begyndte nedrivningsarbejdet, og fra d. 6. juli 1994 blev Linden-Center bygget. Det kunne endelig åbne d. 26. oktober 1995.